# Raoul Maltravers
Pour les articles homonymes, voir Maltravers et Millet.
Raoul Maltravers, pseudonyme de Marie Millet née le 2 juillet 1859 à Dunkerque et morte après 1895, est une romancière de langue française, auteure de romans sentimentaux.

## Biographie
Marie Sophie Anna Millet naît en 1859 à Dunkerque, fille de Joseph Stanislas Millet, professeur de logique au collège de la ville, et Adèle Félicie Flament, son épouse. En 1870, devenu professeur de philosophie à la Faculté des lettres, son père meurt à Besançon à l'âge de 43 ans. 
Marie Millet adopte le pseudonyme de Raoul Maltravers : ce dernier apparaît dans le journal L'Illustration en 1884, au bas d'une nouvelle intitulée Dans les annonces. À partir de 1887 et jusqu'en 1896, Raoul Maltravers signe plusieurs romans sentimentaux, destinés à un public familial.   
Dans son Romans à lire et romans à proscrire, sorte d'Index personnel, l'abbé Louis Bethléem la dit « bon écrivain » et cite certains de ses livres. 

## Œuvres
- L'Erreur de Raoul, Paris, Gautier, 1887 [lire en ligne]
- Une belle-mère, Paris, Gautier, 1888
- Le Pseudonyme de Mlle Merbois, Paris, Gautier, 1888
- Une mère de famille, Paris, Lille, Lefort, 1888 [lire en ligne]
- Les Préjugés de Jeanne suivis de Le Rosier de Christine ; La Plus Heureuse des deux ; Le Rêve d'Inès, Lille, Lefort, 1888
- Stella, Paris, Gautier, 1889
- Deux Petits Oiseaux des îles suivis des Trois fils de dame Oisiveté, Lille, J. Lefort, 1889[7]
- Isabelle Varnestray, Lille, Paris, Lefort, 1890 [lire en ligne]
- Les Fleurs merveilleuses, légende, Lille, Lefort, 1890
- Le Talion, Paris, Gautier, 1891
- Histoire d'une paresseuse, Rouen, Mégard, 1894
- Les « Soupe au lait », Paris, Gautier, 1894
- Un mystère, Paris, Gautier, 1896
- Un mariage d'inclination, La Mode nationale, « collection Fama » n° 118, 1926[8]
- Une belle-mère, Le Petit Écho de la Mode, « collection Stella » n° 92, 1933 (rééd. du roman paru en 1888)
- Chimère et Vérité, 1933 (rééd. du Pseudonyme de Mlle Merbois sous un nouveau titre[9])